# غرانت جوردن
غرانت جوردن (بالإنجليزية: Grant Jordan)‏ (18 مارس 1965 بملبورن في أستراليا - ) هو لاعب كريكت أسترالي. لعب مع فريق فكتوريا للكريكت.

## وصلات خارجية
- غرانت جوردن على موقع إي آس بي آن كريك إنفو (الإنجليزية)